# Isjangulovo
Isjangulovo (in russo Исянгулово?; in baschiro  Иҫәнғол) è un villaggio della Russia europea orientale, situato nella Repubblica autonoma della Baschiria; appartiene al rajon Ziančurinskij, del quale è il centro amministrativo.
Il villaggio si trova lungo il fiume Bol'šoj Ik.